# Duroia maguirei
Duroia maguirei är en måreväxtart som beskrevs av Julian Alfred Steyermark. Duroia maguirei ingår i släktet Duroia och familjen måreväxter.

## Underarter
Arten delas in i följande underarter:
- D. m. maguirei
- D. m. patentinervia